# Podentes (La Bola)
Podentes (llamada oficialmente Santa María de Podentes) es una parroquia y un lugar español del municipio de La Bola, en la provincia de Orense, Galicia.

## Organización territorial
La parroquia está formada por siete entidades de población:
- Casal de Feás
- Fruíme
- O Prado
- Oxén
- Podentes
- Podentiños
- Vilaverde

## Demografía

### Parroquia
| Gráfica de evolución demográfica de Podentes (parroquia) entre 2000 y 2022 |
|                                                                            |
| Datos según el nomenclátor publicado por el INE.                           |

### Lugar
| Gráfica de evolución demográfica de Podentes (lugar) entre 2000 y 2022 |
|                                                                        |
| Datos según el nomenclátor publicado por el INE.                       |